# William Hall-Jones

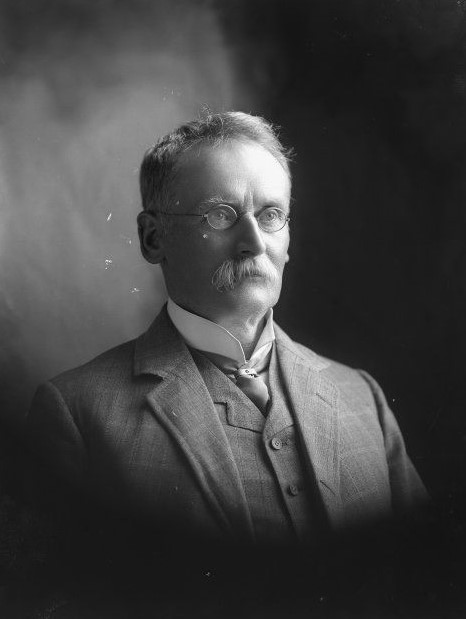
William Hall-Jones (um 1920)

Sir William Hall-Jones (* 16. Januar 1851 in Folkestone, Kent; † 19. Juni 1936 in Wellington, Neuseeland) war ein neuseeländischer Politiker und vom 10. Juni bis 10. August 1906 kurzzeitig Premierminister von Neuseeland.
Hall-Jones wurde 1851 in Folkestone in der englischen Grafschaft Kent geboren. Er kam 1873 nach Dunedin in Neuseeland, wurde Schreiner und später Bauhandwerker in Timaru. Im August 1890 wurde er als Vertreter des Wahlbezirkes Timaru im Repräsentantenhaus gewählt. Diesen Sitz behielt er bis zu seinem Rücktritt 1908. Er trat als unabhängiger Kandidat an und hatte gemäßigt fortschrittliche Ansichten, die ihn in die Nähe von John Ballance, George Grey und John McKenzie stellen.
Hall-Jones wurde 1896 Kabinettsminister. Während des Australienaufenthaltes von Richard Seddon 1906 war er amtierender Premierminister. Als Seddon auf der Rückfahrt unerwartet starb, bildete Hall-Jones nach dessen Beerdigung eine Interimsregierung. Er kündigte jedoch an, nur bis zur Rückkehr des designierten neuen Premiers Joseph Ward aus dem Ausland im Amt zu bleiben.
In den folgenden Regierungen unter Ward als Premier übernahm er die Ministerportfolios für Eisenbahnen und öffentliche Arbeiten. Im Dezember 1908 folgte er in London William Pember Reeves als High Commissioner of New Zealand to the United Kingdom nach. Am Ende der Amtszeit 1912 kehrte er nach Neuseeland zurück und wurde von Massey zum Mitglied des Legislative Council ernannt.

## Ehrungen
- Knight Commander des Order of St. Michael and St. George